# John Ray
John Ray (Black Notley, perto de  Braintree, em Essex, 29 de novembro de 1627 — 17 de janeiro de 1705) foi um naturalista inglês.
É às vezes referido como o pai da história natural inglesa. Em 1670 mudou seu nome para John Wray . Contrariamente a outros naturalistas da sua época, não era médico. Não se interessava pelas plantas por razões farmacológicas e sim por motivos mais científicos. Ray é considerado como o fundador da botânica moderna.
Filho de um ferreiro, teve a oportunidade de estudar em Cambridge. Como não se realizavam cursos sobre botânica no lugar, estudou por conta própria esta disciplina.

## Botânica
Em 1660 escreveu de forma anônima uma obra sobre a flora dos arredores de Cambridge (Catalogus stirpium circa Cantabrigiam nascentium), onde registrou suas primeiras observações. Cada vez que abordava uma espécie nova, fornecia informações sobre seu habitat, descrição morfológica, a sua floração e indicações terapêuticas. A obra foi um grande sucesso.
Em 1670 publicou Catalogus plantarum angliae et insularum adjacentium, primeira obra sobre a flora inglesa. Este trabalho foi o resultado de numerosas atividades de coleta de plantas em todo o país. Algumas das espécies cultivava no seu jardim em Cambridge.
Ele planejou a publicação de uma flora europeia e realizou viagens à Europa. Começou a publicar em 1686  Historia plantarum generalis , primeira tentativa de uma flora global. Ray adicionou as espécies europeias as plantas que foram enviadas a ele por exploradores europeus. 
Ray tentou uma primeira classificação natural de plantas e expôs seu método em três obras:  Methodus plantarum nova  (1682), o primeiro volume de Historia plantarum (1686) e Methodus emendata (1703).
Ele separou as monocotiledónea das dicotiledónea de forma clara, provavelmente inspirado por Teofrasto, e a gimnosperma da angiospermas. Ele também separou as plantas sem flores das plantas com flores.
Graças a ele, o vocabulário botânico tornou-se consideravelmente rico. São dele termos como cotiledonia ou pólen. Ele também usou o vocabulário de Marcello Malpighi, de Karl Sigismund Kunth e o de Nehemiah Grew.
Ray também tentou fazer uma classificação aproximada dos diferentes tipos de champignon.

## Ornitologia
Em 1676 Ray publicou  Ornithologia libri tres  de Francis Willughby, que morreu prematuramente. Esta versão latina foi traduzida para o inglês dois anos depois. Considera-se que 'Ornithologia' 'é uma das obras fundadoras da moderna Ornitologia. Não se sabe qual foi a participação de Ray neste trabalho, sua amizade com Willughby sem dúvida explica a sua discrição quanto a este ponto. 
Ambos tinham viajado juntos pela Europa. Na Holanda, eles observaram as colônias de garças e biguás.

## O conceito de espécie
Nos séculos XVII e XVIII, numerosos zoólogos e botânicos haviam usado os conceitos de gênero e espécie, mas sem dar uma fundamentação rigorosa, o que resultou na proliferação dae nomes atribuídos as espécies descritas.
Se atribui a Linneo a definição desses conceitos, mas uma leitura cuidadosa dos textos de Ray cita Linneo inúmeras vezes, mostrando que Ray havia descrito de uma forma muito semelhante a de Linneo estes conceitos trinta anos antes.
Em seu  Historia plantarum, Ray também indica que as plantas não podem transmitir aos seus descendentes características acidentalmente adquiridas. Ele disse que os indivíduos pertencentes a uma espécie dão origem a indivíduos idênticos a eles. Ele também apontou a ausência de descendência fértil no caso do cruzamento entre indivíduos de espécies diferentes.
Quis integrar as diferenças individuais em sua visão da espécie. Para Ray, estas devem-se exclusivamente a acidentes ou restrições do meio (como o clima, sol ou comida). A diversidade de aparências de espécies domésticas, não impede os cruzamentos, constituídas por Ray um teste adicional da estabilidade das espécies.
Ray acreditava que o número de espécies no mundo foi fixado a partir da criação do mundo e nunca concebeu a possibilidade da evolução.